# رائول اسپارزا
رائول ادواردو اسپارزا (انگلیسی: Raúl Eduardo Esparza؛ زادهٔ ۲۴ اکتبر ۱۹۷۰) بازیگر، خواننده، صداپیشه کوبایی‌تبار اهل ایالات متحده آمریکا است. وی از سال ۱۹۹۳ میلادی تاکنون مشغول فعالیت بوده‌است.
از فیلم‌ها یا برنامه‌های تلویزیونی که وی در آن نقش داشته‌است، می‌توان به مرا گناهکار بدان، نظم و قانون: واحد قربانیان ویژه، فردیناند و هانیبال اشاره کرد.